# Savetodavna grupa za javnu politiku Balkan u Evropi
Savetodavna grupa za javnu politiku Balkan u Evropi (engl. Balkans in Europe Policy Advisory Group: skraćeno BiEPAG) je ekspertska grupa osnovana 2013. godine od strane Evropskog fonda za Balkan i Centra za studije jugoistočne Evrope Univerziteta u Gracu. Sastoji se od istraživača sa Balkana i šire Evrope koji istražuju političke, ekonomske i socijalne trendove na Balkanu.
U martu 2017. objavili su dokument „Kriza demokratije na Zapadnom Balkanu: autoritarizam i EU stabilokratija“, koji se bavi demokratijom na Zapadnom Balkanu. Taj politički dokument je istakao vezu priadavanja prevelikog značaja stabilnosti balkanskog regiona od strane EU i rasta autoritarizma u regionu. Dokument je predstavljen na okruglom stolu u Evropskom parlamentu 28. marta 2017. godine.
Na desetogodišnjicu Evropskog fonda za Balkan, Deklaracija o evropskom partnerstvu sa Balkanom je predstavljena. Dokument je potpisan od strane brojnih balkanskih aktera koji traže više angažovanja Evropske unije na Zapadnom Balkanu kako bi se dovršile socio-ekonomske transformacije regiona. Tekst dekleracije je sastavio BiEPAG uz konsultacije sa balkanskim državnim zvaničnicima, predstavnicima Evropske unije, predstavnicima civilnog društva i renomiranim ekspertima i intelektualcima.
Grupom trenutno koordinira Florijan Biber.

## Članovi
Trenutni članovi:
- Alida Vračić
- Blerjana Bino
- Dane Taleski
- Dejan Jović
- Dimitar Bečev
- Florijan Biber
- Jovana Marović
- Korina Stratulat
- Marika Đolai
- Marko Kmezić
- Milan Nič
- Milica Delević
- Nataša Vunš
- Nikolaos Cifakis
- Srđan Cvijić
- Srđan Majstorović
- Špend Emini
- Tobias Flesenkemper
- Vedran Džihić
- Zoran Nečev

Bivši članovi:
- Arolda Elbasani
- Danijela Dolenec
- Leon Malazogu
- Marija Risteska
- Nebojša Lazarević
- Nenad Koprivica
- Nikola Dimitrov
- Terezia Toglhofer

## Spoljašnje veze
- Zvanični vebsajt grupe
- Zvanična Fejsbuk strana grupe
- Zvanični Tviter nalog